# 卡頓伍德鎮區 (堪薩斯州蔡斯縣)
卡頓伍德鎮區（英語：Cottonwood Township）為美國堪薩斯州蔡斯縣轄下的鎮區。2010年美国人口普查中該鎮區人口有139人。

## 地理
卡頓伍德鎮區涵蓋總面積為209.18平方（80.76平方英里），且含有兩個已建制定居點：錫達波因特和埃爾姆代爾。

### 墓園
根據美國地質調查局的資料，此鎮區擁有3座墓園：
- 錫達波因特墓園（Cedar Point Cemetery）
- 德林克沃特墓園（Drinkwater Cemetery）
- 蒙哥馬利墓園（Montgomery Cemetery）

### 溪流
通過此鎮區的溪流有：
| - 布魯諾溪（Bruno Creek） - 錫達溪（Cedar Creek） - 昆溪（Coon Creek） - 科因溪（Coyne Creek） | - 弗倫奇溪（French Creek） - 古爾德溪（Gould Creek） - 霍姆斯溪（Holmes Creek） - 錫爾弗溪（Silver Creek） |

## 人口統計
根據2010年美國人口普查，卡頓伍德鎮區人口有139人，住房99戶，人口密度為0.66人/每平方公里。此鎮區居民之種族中，白人佔96.4%，非裔美國人佔0%，美洲原住民佔0%，亞裔美國人佔0%，太平洋島裔美國人佔0%，其他種族佔0.72%，混血種族則佔2.88%。而西班牙裔或拉丁裔美國人佔此鎮區人口的2.88%。

## 外部連結
- 蔡斯縣官方網站（页面存档备份，存于）
- City-Data.com （页面存档备份，存于）
- 蔡斯縣地圖：當前（页面存档备份，存于），歷史（页面存档备份，存于），堪薩斯州運輸部